# Constitutionele monarchie

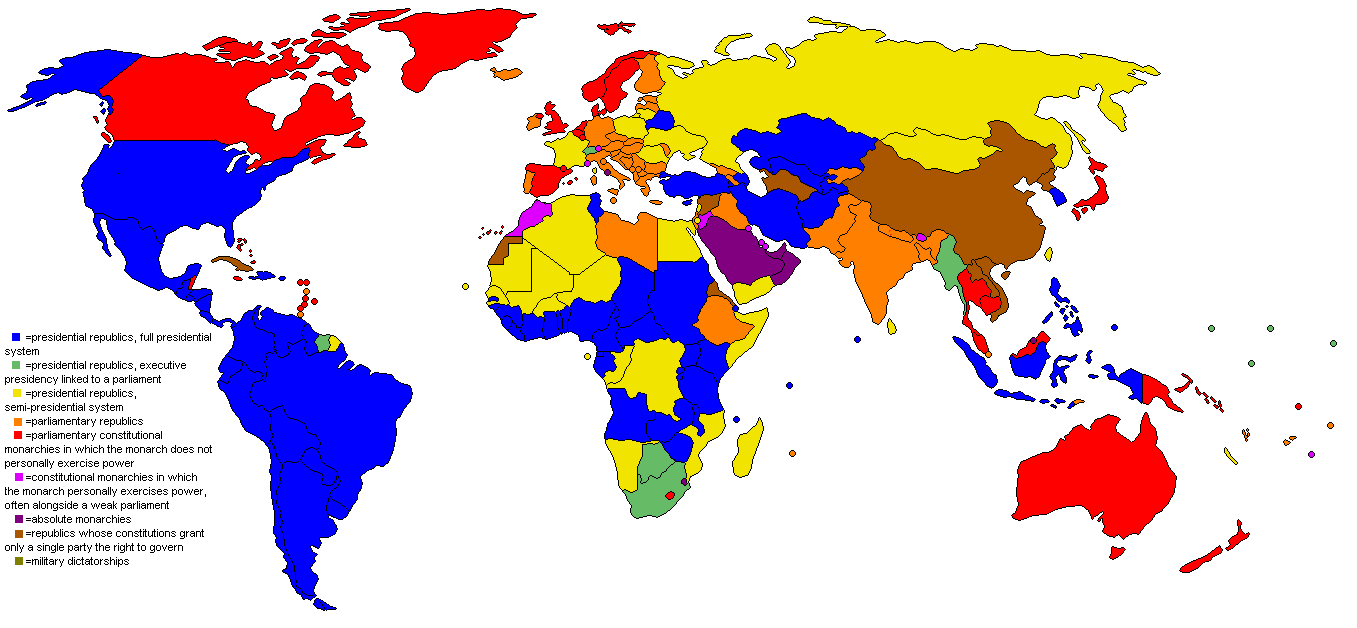
Constitutionele monarchieën waarbij de monarch daadwerkelijk veel macht heeft zijn violet gekleurd, de parlementaire constitutionele monarchieën in rood

Een constitutionele monarchie  is een staatsvorm met aan het hoofd een monarch waarvan de bestuursrechtelijke positie in een grondwet is geregeld. In de westerse wereld komen monarchieën alleen voor in combinatie met een parlementaire democratie.

## Geschiedenis
Het gebruik om rechten en plichten van een machthebber tegenover onderdanen vast te leggen in een geschreven document is eeuwenoud, maar het staatkundige idee de positie van een monarch vast te leggen in een grondwet kwam met de Franse Revolutie. Daarvoor hadden monarchieën een absolutistisch karakter; de koning bepaalde alleen de gang van zaken. In Europa was echter sprake van een lange reeks ontwikkelingen, die voerde van volledig zelfstandig heersende vorsten die hun gezag om op aarde te regeren ontleende aan de God van de Rooms-Katholieke Kerk naar de constitutionele monarchie met allerlei tussenvormen. Zo kent Engeland vanaf de zeventiende eeuw een uit een kleine groep rijke mannen samengesteld parlement dat aanzienlijke rechten van de monarch overgedragen kreeg.
In de loop van de 19e eeuw moesten steeds meer monarchen stukje bij beetje hun macht inleveren aan het volk, vertegenwoordigd in een parlement. Dit gebeurde bijvoorbeeld in de Scandinavische koninkrijken en ook de Britse monarch raakte steeds meer invloed kwijt aan het House of Lords en House of Commons. Dan volgden de keizers van Duitsland (de Rijksdag vanaf 1871) en Oostenrijk-Hongarije. De Russische tsaar was de laatste Europese monarch, in 1905 met de oprichting van de Doema, die het absolutisme afschafte. Mede in de nasleep van de Eerste Wereldoorlog werden de monarchieën in Duitsland, Oostenrijk-Hongarije en Rusland zelfs helemaal afgeschaft. Tot dan hadden hun volksvertegenwoordigingen alleen een beperkte invloed op het bestuur en waren deze landen te kenschetsen als semi-constitutionele monarchieën.

## Nederland, België, Luxemburg
Nederland was lange tijd geen koninkrijk. In de periode van de Republiek der Zeven Verenigde Nederlanden (1588-1795) bepaalden stadhouders als de Oranjes niet alleen het beleid, ze probeerden daarnaast voortdurend meer macht in handen te krijgen. De Bataafse Republiek (1795-1806) was een vazalstaat van de toenmalige Eerste Franse Republiek (later het Eerste Franse Keizerrijk). Nadat Napoleon op de slagvelden definitief was verslagen kwam een einde aan de Franse tijd. Volgens afspraken gemaakt op het internationale Congres van Wenen van Europese mogendheden, werd het huidige Nederland samengevoegd met het huidige België en Luxemburg tot een zelfstandig koninkrijk met een koning die het alleen voor het zeggen had, bijgestaan door een kabinet van ministers die in dienst van het staatshoofd stonden. 
Tijdens de Belgische Revolutie in 1830 kreeg België als eerste land op het Europese vasteland een constitutionele monarchie met een meerpartijenstelsel. Onder druk van Europese revoluties in het jaar 1848 werd in Nederland de Grondwet gewijzigd en kwam de bestuursrechtelijke verantwoordelijkheid bij de ministers te liggen die het vertrouwen moesten hebben van het parlement (vertrouwensregel). De controlerende macht kwam bij de Eerste en Tweede Kamer te liggen. Het merendeel van de hierbij gemaakte grondwettelijke aanpassingen werd rechtstreeks gekopieerd uit de Belgische grondwet. Koning Willem II moest een aanzienlijk deel van zijn macht overdragen aan het parlement. Sindsdien is ook Nederland een constitutionele monarchie met een substantieel beperkte macht voor de koning, ofwel een parlementaire democratie.

## Voorbeelden
De Nederlandse monarchie, Belgische monarchie en Spaanse monarchie zijn voorbeelden van de combinatie van een constitutionele monarchie en een parlementaire democratie met regering en parlement. De monarch is staatshoofd, alhoewel in het Nederlands, Belgisch en Spaanse systeem de macht van de monarch beperkt is. Volgens het Statuut voor het Koninkrijk der Nederlanden art. 2 is de monarch onschendbaar en zijn de ministers binnen het ambt verantwoordelijk voor de monarch. Deze verantwoordelijkheid wordt ministeriële verantwoordelijkheid genoemd.

## Positie van de vorst in de constitutionele monarchie
De Britse zakenman en journalist Walter Bagehot formuleerde in 1867 in een bundel essays de drie rechten van de Koning in de Britse parlementaire democratie: "het recht om te worden geïnformeerd, het recht om aan te moedigen en het recht om te waarschuwen".
De door Bagehot geformuleerde beperking van de werksfeer van een constitutioneel vorst in een constitutionele monarchie heeft haar geldigheid nog niet verloren en ze wordt ook in de 20e en 21e eeuw nog vaak aangehaald.